# Laephotis matroka
Laephotis matroka é uma espécie de morcego da família Vespertilionidae. É endêmica do leste de Madagáscar.